# 吉村大輝
吉村 大輝（よしむら たいき 1992年6月19日- ）は鹿児島県姶良市出身の元陸上競技選手。専門は長距離走・マラソン。鹿児島実業高校、流通経済大学を経て、旭化成陸上部に所属した。箱根駅伝に関東学連選抜(現・関東学生連合)チームから3度出場したという珍しい経歴を持つ。既婚。

## 経歴･人物
高校は地元鹿児島県の鹿児島実業高校に通い陸上部に所属。3年時には主将としてチームを引っ張り、同学年の市田孝・市田宏兄弟や有村優樹らとともに活躍。2010年12月の全国高校駅伝では4区を担当し、先頭との差を40秒以上縮める力走でチームを初優勝に導いた。
高校卒業後、同級生の市田兄弟は大東文化大学、有村は明治大学と箱根駅伝優勝経験のある強豪校に進学する中、箱根駅伝出場経験のない流通経済大学に進学した。吉村は入学初年度から箱根駅伝予選会で活躍。第88回箱根駅伝予選会では、流通経済大学の予選突破はならなかったものの、吉村は予選会での活躍から関東学連選抜のメンバーに選抜された。箱根駅伝本戦では山登りの5区を担当した。(区間8位)　翌年の第89回箱根駅伝でも関東学連選抜のメンバーとして再び5区を走った。(区間9位)　第90回箱根駅伝では関東学連選抜チームは編成されず、流通経済大学も予選会を通過できなかったため本戦への出場はなかった。　翌年の第91回箱根駅伝では関東学連選抜から改名した関東学生連合(オープン参加)の一員として選抜され、3度目の5区を走った。(区間9位相当)
結果として吉村の在籍した4年間で流通経済大学は箱根駅伝本戦出場を果たせなかったものの、吉村は大学4年間で関東学連選抜(関東学生連合)チームから3度箱根駅伝に出走し、そのすべてで5区区間一桁の記録を残した。関東学連選抜チームからの箱根駅伝3度の出場は、史上唯一4年連続で関東学連選抜チームから箱根駅伝に出場した梶原有高(松蔭大学)に次ぐ記録である。ちなみに、関東学連選抜チームが編成されなかった第90回箱根駅伝の予選会でも吉村は全体の29位(流通経済大学内の1位)という好成績を収めており、仮に前年までの規則に則り関東学連選抜チームが編成されていたならば、吉村はその一員に選出された。
大学時代にはトラックレースでも関東インカレ男子2部10000mで2年生から4年生まで3年連続8位内入賞を果たすなど活躍した。また、大学卒業直前の2015年3月にはびわ湖毎日マラソンでマラソンデビューも果たしている。
大学卒業後、鹿児島実業時代のチームメイトである市田孝・宏兄弟、有村優樹に加え、村山謙太・村山紘太兄弟(それぞれ駒澤大学卒・城西大学卒)、吉村らと同じく鹿児島県出身の大六野秀畝(明治大学卒)とともに旭化成に入社し話題を呼んだ。旭化成入社後は同期の中で最も積極的にマラソンに挑戦し、2016年3月に地元鹿児島県で初開催された鹿児島マラソンではマラソン初優勝を果たした。

## 記録

### 自己ベスト
- 3000m 公認：8分15秒23
- 5000m 公認:13分59秒06
- 10000m 公認：28分42秒67
- ハーフマラソン公認：1時間04分22秒
- マラソン公認：2時間11分13秒 [4]

### マラソン歴
|    | 年     | 大会                       | 順位 | 記録          | 備考           |
| -- | ------ | -------------------------- | ---- | ------------- | -------------- |
| 1  | 2015年 | 第70回びわ湖毎日マラソン   | 29位 | 2時間19分36秒 | 初マラソン     |
| 2  | 2015年 | 北海道マラソン2015         | 19位 | 2時間23分32秒 |                |
| 3  | 2015年 | 第46回防府読売マラソン     | 4位  | 2時間13分12秒 |                |
| 4  | 2016年 | 第54回延岡西日本マラソン   | 2位  | 2時間16分15秒 |                |
| 5  | 2016年 | 鹿児島マラソン2016         | 優勝 | 2時間17分16秒 | マラソン初優勝 |
| 6  | 2016年 | シドニーマラソン2016       | 4位  | 2時間15分48秒 |                |
| 7  | 2016年 | 第47回防府読売マラソン     | 2位  | 2時間12分19秒 |                |
| 8  | 2017年 | 第72回びわ湖毎日マラソン   | 12位 | 2時間14分07秒 |                |
| 9  | 2017年 | 北海道マラソン2017         | 2位  | 2時間15分04秒 |                |
| 10 | 2018年 | 第67回別府大分毎日マラソン | 27位 | 2時間18分09秒 |                |
| 11 | 2019年 | 北海道マラソン2019         | 19位 | 2時間17分11秒 |                |
| 12 | 2019年 | 第50回防府読売マラソン     | 2位  | 2時間11分13秒 | 日本人1位      |
| 13 | 2020年 | 第58回延岡西日本マラソン   | 2位  | 2時間12分09秒 |                |
| 14 | 2020年 | 第51回防府読売マラソン     | 17位 | 2時間14分01秒 |                |
| 15 | 2021年 | 第52回防府読売マラソン     | 12位 | 2時間17分14秒 |                |
| 16 | 2022年 | 第70回別府大分毎日マラソン | 23位 | 2時間15分58秒 |                |
| 17 | 2022年 | 東京マラソン2021           | 76位 | 2時間18分52秒 | 現役引退レース |

### 駅伝成績
- 2008年・第59回全国高校駅伝(4区) :24分07秒 (区間9位)
- 2009年・第60回全国高校駅伝(2区) :8分43秒 (区間22位)
- 2010年・第61回全国高校駅伝(4区) :23分33秒 (区間3位) ※鹿児島実業高校優勝
- 2012年・第88回箱根駅伝(5区) :1時間21分29秒 (区間8位) ※関東学連選抜チーム
- 2013年・第89回箱根駅伝(5区) :1時間24分46秒 (区間9位) ※関東学連選抜チーム
- 2015年・第91回箱根駅伝(5区) :1時間21分35秒 (参考(区間9位相当)) ※関東学生連合チーム
- 2015年・第52回九州実業団毎日駅伝(1区) :40分02秒 (区間4位) ※実業団混成チーム

### その他成績
- 2010年・第63回全国高等学校総合体育大会陸上競技大会(3000mSC) :9分04秒41 (4位)[5]
- 2012年・第91回関東学生陸上競技対校選手権大会(男子2部10000m) :29分27秒28 (7位)[6]
- 2013年・第92回関東学生陸上競技対校選手権大会(男子2部10000m) :29分17秒66 (6位)[7]
- 2014年・第93回関東学生陸上競技対校選手権大会(男子2部10000m) :29分39秒97 (8位)[8]